# Kazushige Kirihata
Kazushige Kirihata (桐畑 和繁 Kirihata Kazushige?, nacido el 30 de junio de 1987 en Yamanashi) es un exfutbolista japonés que se desempeñaba como guardameta.

## Trayectoria

### Clubes
| Club           | País  | Año        |
| -------------- | ----- | ---------- |
| Kashiwa Reysol | Japón | 2006 -2022 |

## Estadística de carrera

### J. League
| Club           | Año   | J. League | J. League | Copa J. League | Copa J. League | Total | Total |
| Club           | Año   | Part.     | Goles     | Part.          | Goles          | Part. | Goles |
| -------------- | ----- | --------- | --------- | -------------- | -------------- | ----- | ----- |
| Kashiwa Reysol | 2006  | 0         | 0         | -              | -              | 0     | 0     |
| Kashiwa Reysol | 2007  | 0         | 0         | 0              | 0              | 0     | 0     |
| Kashiwa Reysol | 2008  | 0         | 0         | 0              | 0              | 0     | 0     |
| Kashiwa Reysol | 2009  | 0         | 0         | 0              | 0              | 0     | 0     |
| Kashiwa Reysol | 2010  | 2         | 0         | -              | -              | 2     | 0     |
| Kashiwa Reysol | 2011  | 8         | 0         | 0              | 0              | 8     | 0     |
| Kashiwa Reysol | 2012  | 0         | 0         | 0              | 0              | 0     | 0     |
| Kashiwa Reysol | 2013  | 0         | 0         | 0              | 0              | 0     | 0     |
| Kashiwa Reysol | 2014  | 11        | 0         | 2              | 0              | 13    | 0     |
| Kashiwa Reysol | 2015  | 5         | 0         | 1              | 0              | 6     | 0     |
| Kashiwa Reysol | 2016  | 6         | 0         | 5              | 0              | 11    | 0     |
| Kashiwa Reysol | 2017  | 0         | 0         | 6              | 0              | 6     | 0     |
| Total          | Total | 32        | 0         | 14             | 0              | 46    | 0     |